# Rio Olo
O rio Olo é um rio do norte de Portugal, que nasce no Parque Natural do Alvão, num local conhecido por "Fisgas" e desagua no rio Tâmega.
A nascente do rio Olo é próxima do lugar de Meroicinhas, freguesia de Lamas de Olo, concelho de Vila Real. A extensão do Rio Olo é de cerca de 36km até à sua confluência com o rio Tâmega, a jusante da Ponte do  Borralheiro. 
Durante este percurso banha território das freguesia de Rebordelo, e Fridão na margem direita e território das freguesias de Canade/Olo e Vila Chã do Marão na margem esquerda, todas pertencentes ao concelho de Amarante

## Afluentes
- Ribeira de Beja
- Ribeira de Ribeira
- Ribeira de Fervença
- Ribeira do Vale Longo
- Rio do Sião

## Aproveitamento das Águas do Olo
No percurso dentro do concelho de Amarante, o Rio Olo foi desde tempos imemoriais aproveitado para mover inúmeros moinhos de rodízio (ex. moinho do Souto e moinho do Salgueiro, moinho da Laranjeira, Moinhos do Rato, Moinho das Regadas, Moinhos da Ponte(ou do Gomes)). A água armazenada em açudes (paredes transversais) e conduzida para o "inferno" do moinho onde fazia girar as "penas" do rodízio e movimentar a mó movente que triturava o cereal!
Existe ainda no percurso final do Rio Olo uma Central Hidroelétrica construída durante a 1ª República, por iniciativa do presidente da Comissão Municipal Republicana, Dr. António do Lago Cerqueira, e que a partir de 1917 passou a assegurar a iluminação elétrica da Vila de Amarante.

## Pesca
O Rio Olo é um rio de pesca abundante e ali pontificam espécies como a truta, a boga, o escalo e o barbo.